# قانون ولاية فلوريدا
قانون ولاية فلوريدا (بالإنجليزية: Law of Florida) يتألف من عدة مستويات، بما في ذلك القانون الدستوري والقانون التشريعي والقانون التنظيمي، بالإضافة إلى القضايا القانونية والقوانين المحلية. قوانين فلوريدا تشكل القانون التشريعي العام لفلوريدا.

## مصدر القانون
دستور فلوريدا هو المصدر الأساسي لقانون الولاية. تُشرّع القوانين من قبل الجمعية التشريعية في فلوريدا، وتُنشر وتُجمع في قوانين فلوريدا. تصدر الوكالات الحكومية لوائح (تُسمى أحيانًا القانون الإداري) في السجل الإداري لولاية فلوريدا (FAR). يستند النظام القانوني في فلوريدا على القانون المشترك، والذي يُفسر من خلال القرارات الصادرة عن المحكمة العليا ومحاكم الاستئناف والمحاكم الدوائرية.

### الدستور
دستور فلوريدا (دستور الولاية) يحدد كيفية تمرير التشريعات إلى قوانين، ويحدد حدود السلطة والقوانين الأساسية التي يجب أن تتوافق بها أعمال السلطة التشريعية.

### اللوائح
وفقًا لبعض القوانين، قامت الوكالات الحكومية بإصدار مجموعة من اللوائح (يُشار إليها أحيانًا بالقانون الإداري). تُجمع اللوائح في الشيفرة الإدارية لفلوريدا (FAC). السجل الإداري لولاية فلوريدا (FAR) هو النشرة اليومية التي تحتوي على القواعد المقترحة وإشعارات الوكالات الحكومية. هناك أيضًا العديد من القرارات والآراء والحكم التي تصدرها الوكالات الحكومية.